# Eusebio Guiteras Font
Eusebio Guiteras Font (Matanzas (Cuba), 5 de maig, 1823 - Filadelfia (Estats Units), 24 de desembre, 1893), va ser un destacat pedagog matancer, va escriure obres dedicades fonamentalment a l'educació a Cuba, mestre i director del Col·legi L'Empresa.
Els seus pares foren Ramon Guiteras i Molins, de Canet de Mar, i Gertrudis Font i Xiqués, de Barcelona, i foren germans seus Antonio Guiteras Font i Pedro José Guiteras Font.
Es casà amb Josefa Gener, neboda del calellenc Tomàs Gener Buigas, que havia estat president de les Corts espanyoles el 1823. El seu fill Juan Guiteras Gener fou fou un insigne metge nacionalitzat nord-americà.
Fou un bon llatinista, s'esmerçà en la traducció d'Horaci i Virgili. Junt amb el seu germà Antonio, va viatjar arreu d'Europa, Asia i Àfrica i és molt interessant la narració de les seves excursions.
Col·laborà en el diaris i revistes culturals com La Aurora, Album de lo bueno y lo bello (1860), Revista Habanera (1861), Verdad Católica i Revista de la Habana. Publicà: Guia de las cuevas de Bellamar (1863), i que fou la primera de la seva clase en el país; i fruit de les seves aficions pedagògiques foren els seus Textos de lectura graduada (3 toms), que es van estendre quasi per tota l'illa i van merèixer diverses edicions.
Entre les seves altres obres i figuren:
- Irene Albar;
- Un invierno en New-York, en les quals recull les seves vivencies en la ciutat dels gratacels (1861);
- Gabriel Reyes;
- Romance Cubano en 1861, fou premiada en els Primers Jocs Florals de Matanzas.[2]
- Primer Cuaderno de Lecturas en 1856 en Filadelfia.[2]
- Segundo Cuaderno de Lecturas en 1857 en Filadelfia.[2]
- Tercer Cuaderno de Lecturas en 1858 en Filadelfia.[2]
- Cuarto Cuaderno de Lecturas en 1868 en Matanzas. Aquest fou prohibit per les autoritats espanyoles, doncs tractava de la independencia de Cuba.[2]
- La Cartilla en 1878 en Nueva York.[2]

Durant la seva estada als Estats Units d'Amèrica coneix a José Martí de qui va ser un actiu col·laborador.